# Kastytis
Kastytis ist ein litauischer männlicher Vorname.

## Personen
- Kastytis Vainauskas (*  1961),  Politiker, stellvertretender Bürgermeister von Panevėžys